# Saladino (província)
Saladino (em árabe: صلاح الدين, lit. 'Salāh ad Dīn') é uma das 19 províncias do Iraque. Possui 26 000 quilômetros quadrados e segundo censo de 2018, havia 1 595 235 habitantes. Sua capital fica em Ticrite.